# Josef Pokorný (fotbalista)
Josef Pokorný (* 1941) je bývalý český fotbalový brankář.

## Fotbalová kariéra
V československé lize chytal za Spartak Motorlet Praha. Nastoupil ve 12 ligových utkáních.

## Ligová bilance
| Ročník                                   | Zápasy | Góly | Klub                   |
| ---------------------------------------- | ------ | ---- | ---------------------- |
| 1. československá fotbalová liga 1963/64 | 12     | 0    | Spartak Motorlet Praha |
| CELKEM 1. liga                           | 12     | 0    |                        |